# Lenzkirch
Lenzkirch je obec v německé spolkové zemi Bádensko-Württembersko. Leží v Černém lese v okrese Breisgau-Vysoký Schwarzwald.

## Poloha
Lenzkirch leží v údolí říčky Haslach, která se blízko jihovýchodní hranice obce slévá s Gutachem, aby se společný tok dále nazýval Wutach. Nejvyšším bodem obce je vrcholek Hochfirst, který má výšku 1191 metrů nad mořem a leží na hranici se sousední obcí Titisee-Neustadt.

## Politika

### Starostové
| - 1890–1910: Johann-Baptist Willmann - 1911–1925: Franz Josef Gihr - 1925–1937: Hubert Pfeiffer - 1937–1939: Emil Hermann - 1940–1943: Paul Kistler - 1943–1945: Gottfried Fässler - 1945–1945: Albert Maria Lehr | - 1945–1947: Hubert Pfeiffer - 1947–1948: Johann Schneider - 1948–1965: Alfred Schropp - 1965–1973: Fritz Ruthmann - 1973–1986: Klaus Denzinger - 1986–2002: Volker Kunzmann - 2002–2018: Reinhard Feser - od roku 2018: Andreas Graf |

## Hospodářství a infrastruktura

### Doprava
V obci bývala od roku 1907 železniční zastávka na trati, která vedla z Bonndorfu do Titisee, kde se napojovala na Höllentalbahn (dráhu pekelného údolí). Trať byla uzavřena v roce 1976 a koleje následně sneseny. Dnes po trase bývalé železnice vede cyklostezka, takže je možné jet na kole do Bonndorfu bez strmého stoupání.